# Paula von Wasserburger
Paula Maria Theresia Josefine von Wasserburger (* 12. Februar 1865 in Wien; † 13. Februar 1945) war eine österreichische Schriftstellerin, Schauspielerin und Malerin.
Wasserburger war Tochter des Steinmetzmeisters, Baumeisters, Architekten und Wiener Oberbaurats Paul Wasserburger (1824–1903). Sie studierte Malerei, wechselte zur Schauspielerei und debütierte 1887 als Emilia Galotti in Köln unter dem Künstlernamen Paula Werner. Mit dem Meininger Hoftheater erfolgten Auftritte in zahlreichen europäischen Städten. Es folgten Engagements in Berlin und Brünn.
Später wandte sie sich wieder der Malerei (das Erstlingswerk "Anemonen" wurde von Erzherzogin Elisabeth Marie angekauft) zu und veröffentlichte unter dem Pseudonym Sonja Iwanowna Lewikoff einige Romane.

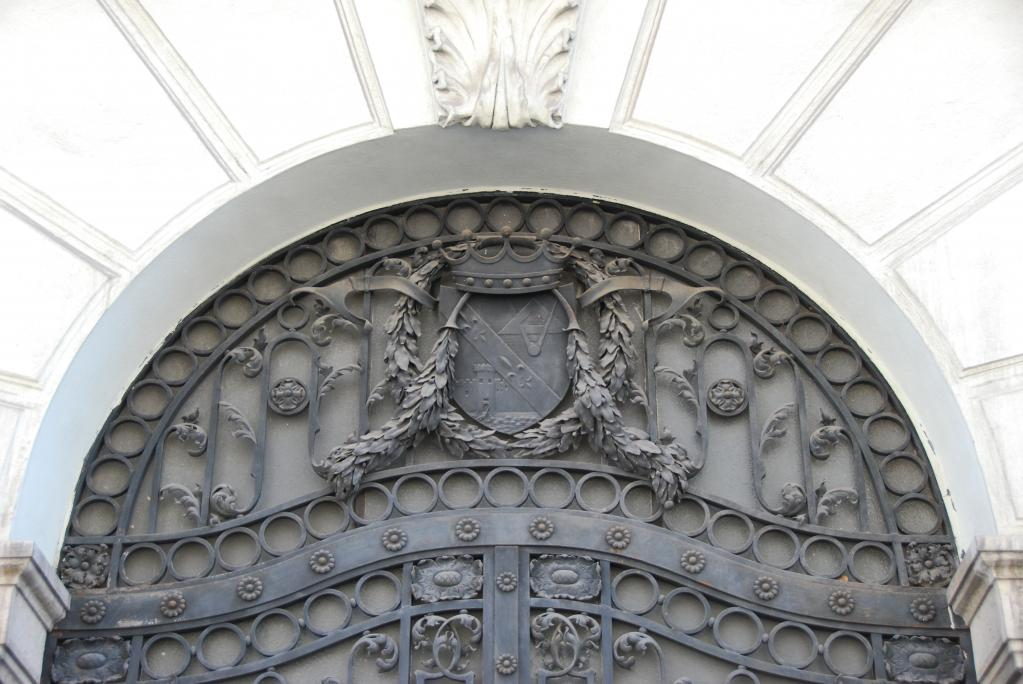
Torbogen Wien IV, Gußhausstraße 7 mit dem Wappen „von Wasserburger“

Zuletzt besaß sie ein Haus in Wien IV, Gußhausstraße 7. Im Torbogen ist das vom Vater ererbte Wappen abgebildet.